# Église Saint-Michel-Archange de Petřín
Pour les articles homonymes, voir Église Saint-Michel et Église Saint-Michel-Archange.
L’église Saint-Michel-Archange de Petrin, dite aussi église des Carpates de Saint-Michel-Archange, est une église orthodoxe en bois de type Boykos, construite dans la seconde moitié du XVIIe siècle à Moukatcheve en Ukraine, détruite par un incendie en 2020. En 1929, elle fut démontée, transférée et reconstruite en église Ruthène dans le quartier de Smíchov à Prague 5 .

## Histoire de sa construction

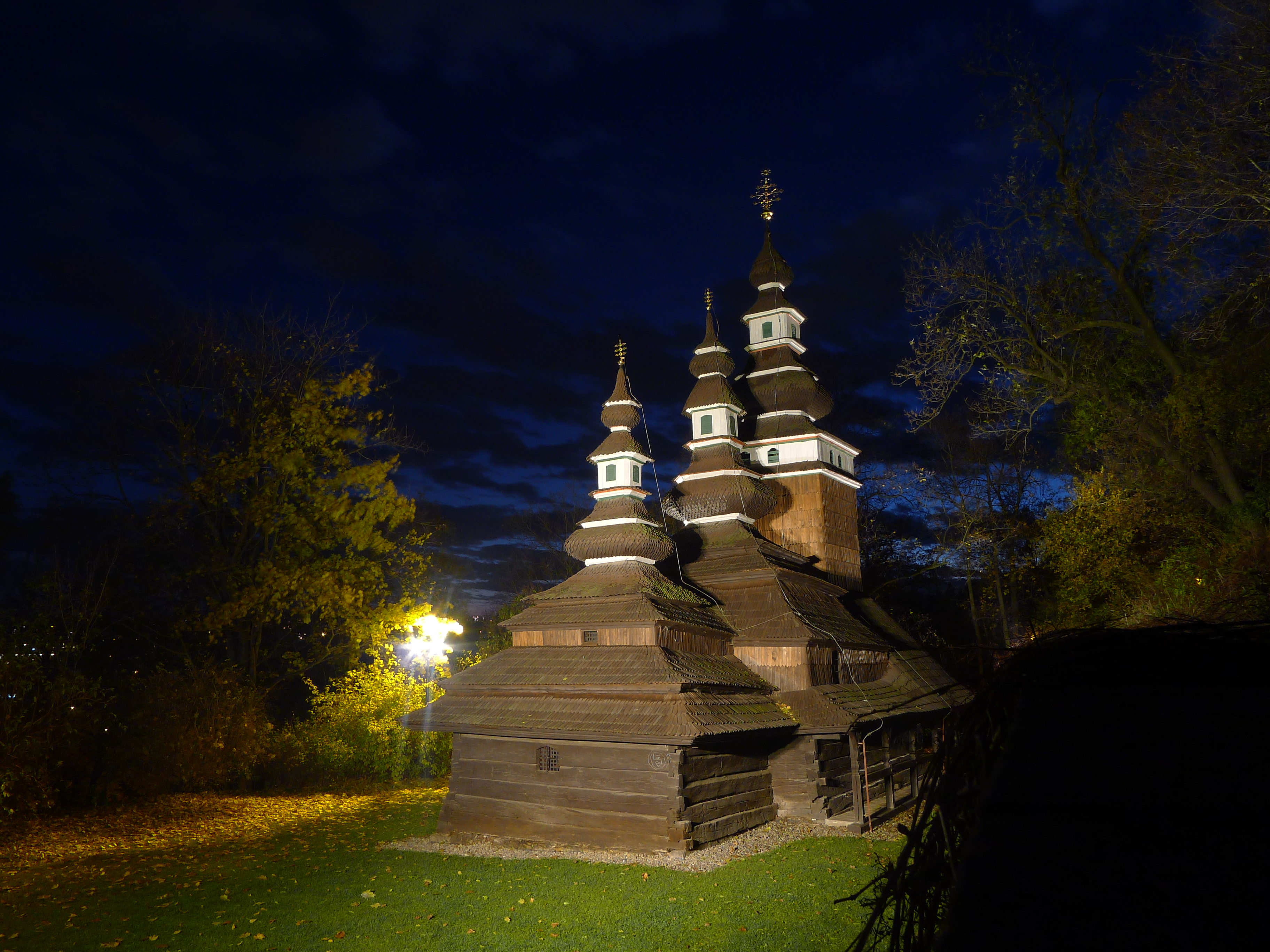
Eglise de Saint Michel vue du jardin Kinský, 2012

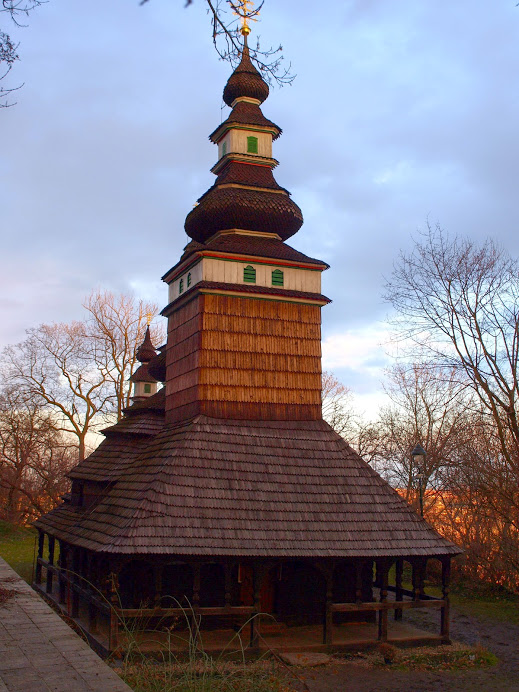
Entrée de l'église, 2013

L'église a été construite en bois dans le  style de construction Boykos, avec des éléments baroques. Une caractéristique de ce style est la disposition du plan en trois sections, approximativement carrées, en bois, sur lesquelles se dressent les tours en bois, les toits recouverts de bardeaux. La plus haute des tours dépasse 17 mètres et couvre un espace conçu pour les femmes. La décoration de la tour et la décoration intérieure ont été utilisées pour la liturgie orthodoxe, avec des couleurs typiques: blanc, vert et rouge. Ces couleurs dans la signification populaire symbolisent les vertus chrétiennes fondamentales : la foi, l’espoir et l’amour.
St. Michael a été complètement démontée, transférée puis reconstruite, à deux reprises, dans sa forme originale. En 1793, ses habitants de Velké Loucek la vendent au village, plus grand et plus riche, de Medvedovci. Le deuxième déménagement a eu lieu en 1929, lorsque l'église ruthène, en tant que structure typique de la région de Ruthénie dans les Carpates, en fit don à Prague, qui était alors sa capitale. La construction a été soigneusement démontée, les pièces ont toutes été numérotées puis chargées sur quatre wagons de chemin de fer spécialement conçus. Les coûts de cette opération ont été financés par le Musée national avec le soutien du Ministère de l'éducation et de l'éducation de la République tchécoslovaque. La cérémonie de passation de l'église aux habitants de Prague a eu lieu le 10 septembre 1929, en présence de représentants de la ville de Prague, du gouverneur de la Ruthénie, Anton Beskid, et de Medvedians en costume. L'église a ensuite été intégrée aux collections du département d'ethnographie du Musée national de Prague ,.

## Usage

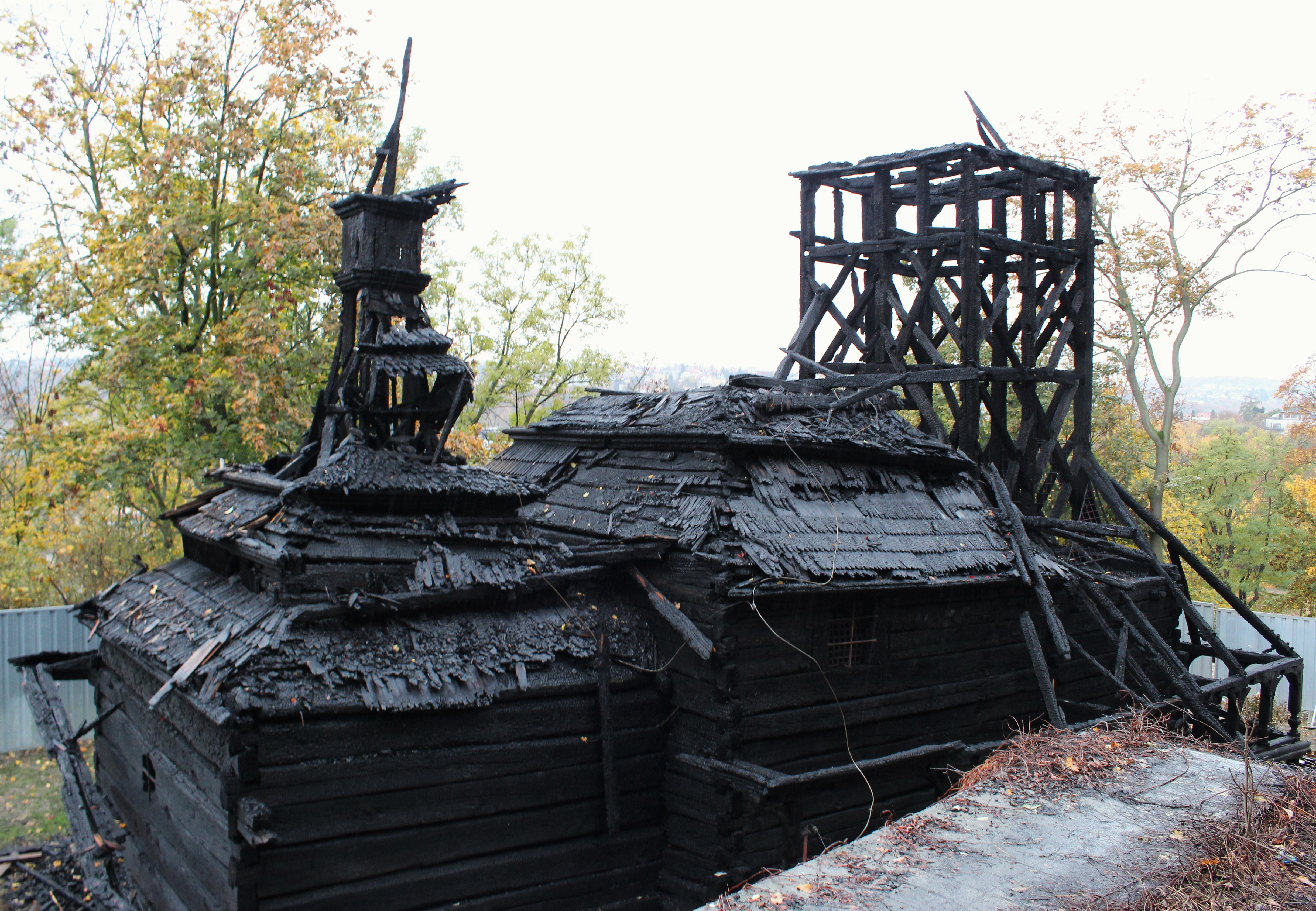
L'église après l'incendie, 2020

En 2008, l'église en bois est utilisé par l'Église orthodoxe de République tchèque et de Slovaquie. Puis l'église orthodoxe roumaine y organise également des liturgies, le dimanche et le lundi.
L'église est accessible au public après accord préalable de l'administrateur. Le pope est alors Jerej Andrei Ioan Danciu.
Dans l'après-midi du 28 octobre 2020, un incendie se déclare dans l'église et se propage rapidement. Malgré les efforts de six unités de pompiers, l'église est pratiquement entièrement détruite. L'enquête préliminaire fait apparaitre une négligence humaine. En 2021, la mairie de Prague, propriétaire de l'église, s’apprête à lancer des études pour sa reconstruction aidée par un photographe américain qui a réalisé quelque temps auparavant, une modélisation 3D du bâtiment à partir de 1200 photographies.

## Liens